# Chiesa di Sant'Elena (San Pancrazio)
La chiesa di Sant'Elena è una chiesa cattolica situata a Sant'Elena, nel comune di San Pancrazio in provincia di Bolzano. È sussidiaria della parrocchiale di San Pancrazio e fa parte della diocesi di Bolzano-Bressanone.

## Storia

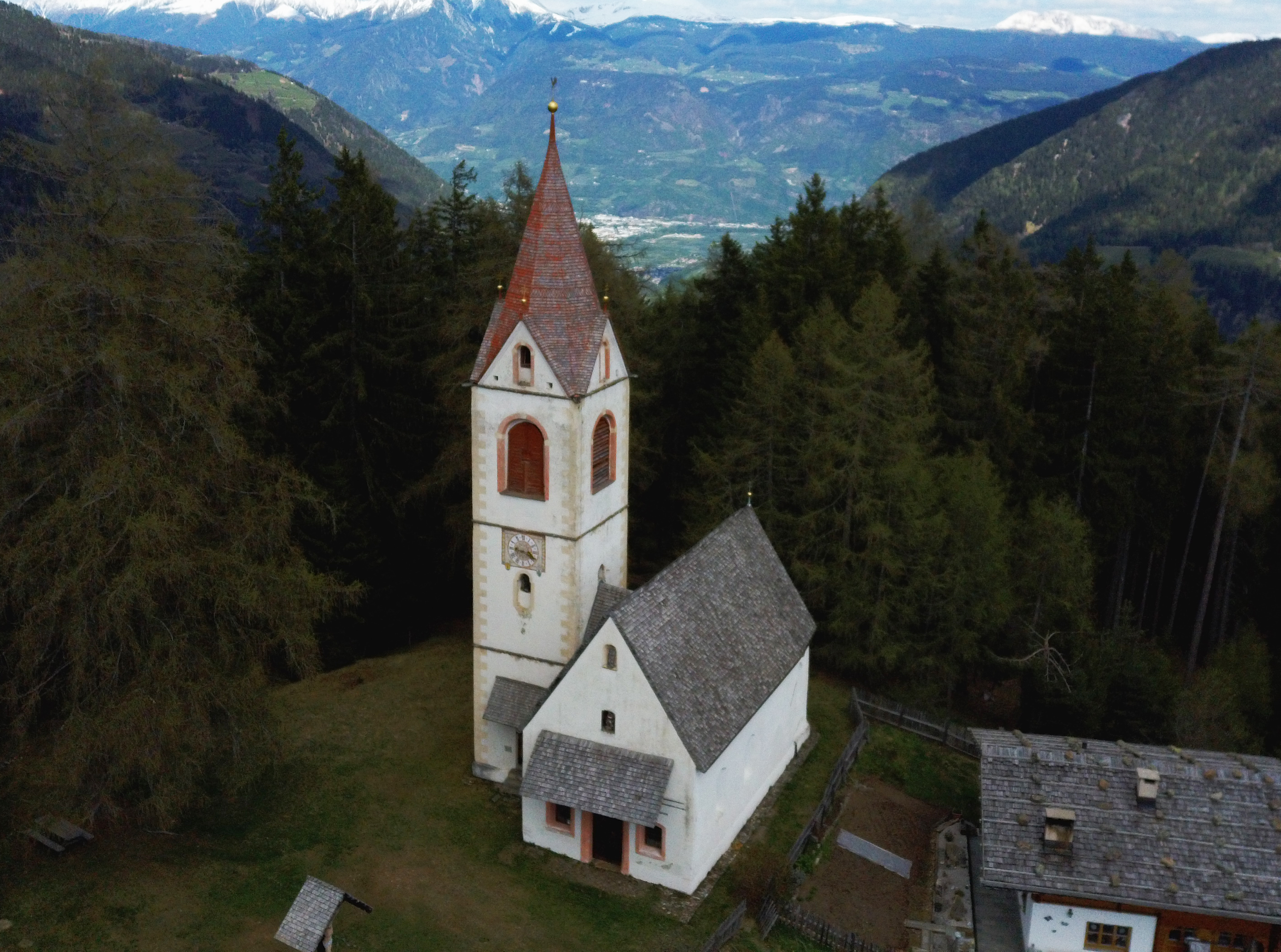
Vista aerea della chiesa

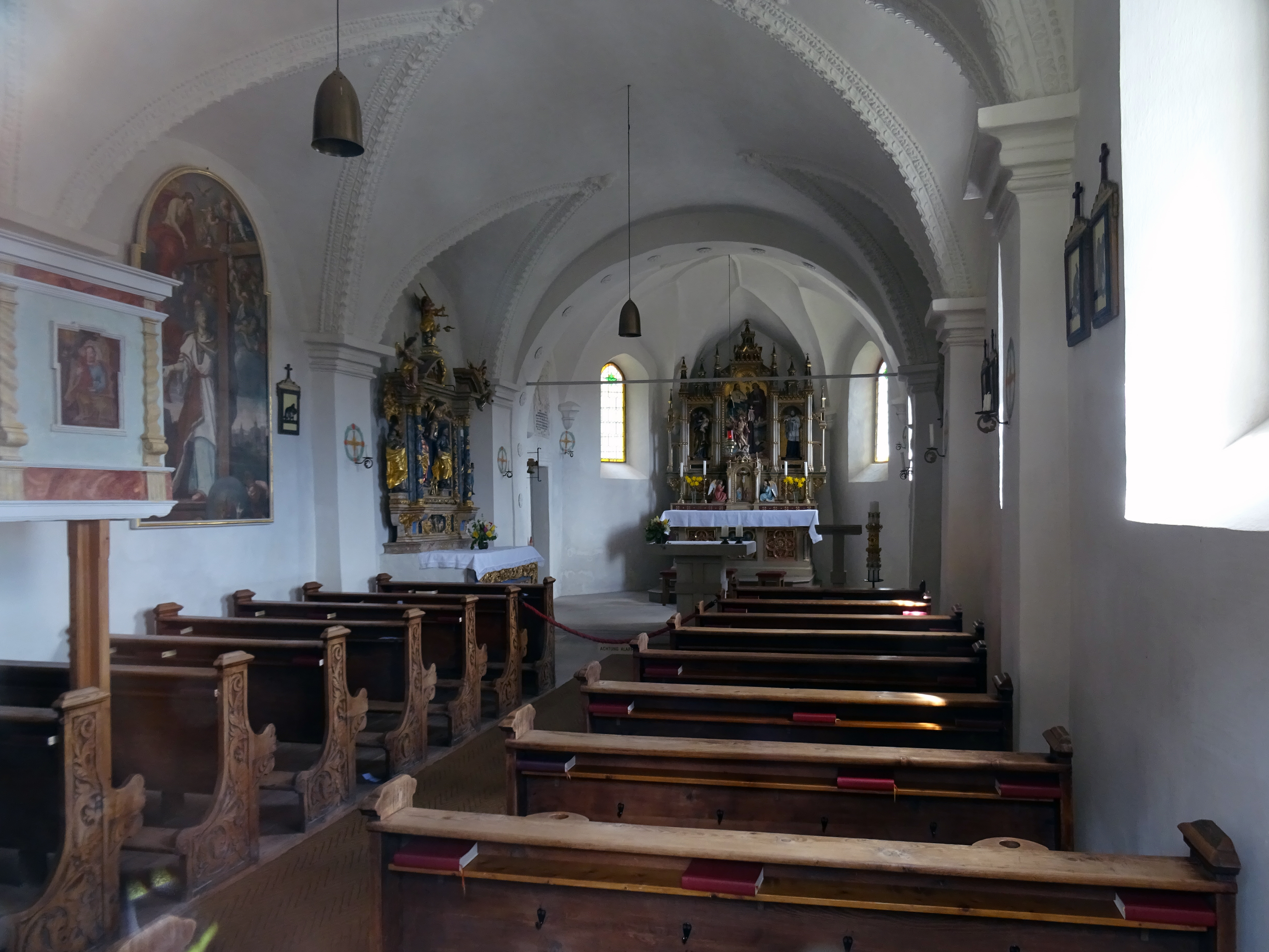
Interno

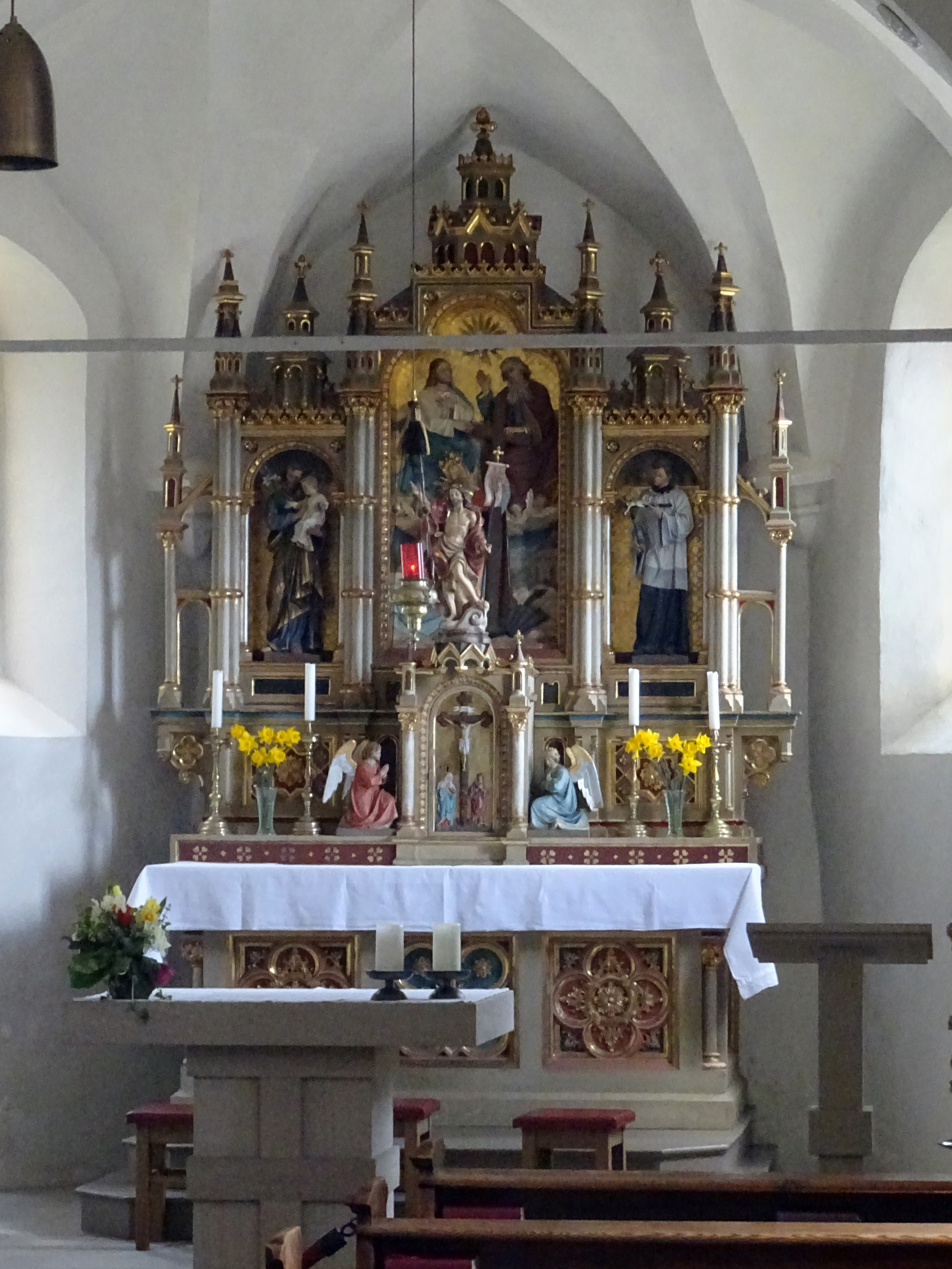
Altare maggiore

Chiesa di fondazione medievale o tardomedievale, la prima citazione documentale è del 1278. Venne rimaneggiata nel 1332 e nel 1390 (alcune fonti riferiscono di una ricostruzione gotica in questo periodo), e quindi ricostruita in stile tardo-gotico nel 1533 o '63. Nel 1677 la navata venne nuovamente riedificata, con la consacrazione celebrata nel 1698 dal vescovo di Trento; essa venne ulteriormente allungata nel 1730, e contestualmente vennero aggiunte anche la sagrestia e la cantoria. Nel 1723-24 i maestri carpentieri Simon Köfele e Simon Knoll eressero il campanile.
La chiesa venne elevata nel 1744 a espositura per tutti e ventuno i masi del Mariolberg e dello Stafelsberg (le due montagne sovrastanti l'abitato di San Pancrazio), per divenire in seguito curaziale; il primo parroco prese residenza nel vicino maso Halsmann, già dimora del sagrestano di San Pancrazio. Nel 1787, durante l'ufficio di don Christian Hofer, venne costruita la canonica presso la chiesa; in essa venne allestita una stanza ad uso scolastico, fino alla costruzione di una scuola vera e propria accanto.
La zona di Sant'Elena si spopolò intorno agli anni 1970: l'ultima perpetua lasciò la canonica nel 1971 e la scuola, ridotta ad una sola classe l'anno seguente, venne chiusa definitivamente nel 1974; l'ultimo parroco fu Richard Edenhauser, che rimase in ufficio sino al 30 agosto 1979. La chiesa non venne però abbandonata: un restauro generale ebbe luogo nel 1989, e l'anno seguente venne restaurata anche la pala d'altare.

## Descrizione

### Esterno
La chiesa si trova isolata su una collinetta in mezzo al bosco, a 1550 metri di altitudine sul Mariolberg; fa parte di un complesso architettonico che include anche la canonica e l'ex scuola, oggi "casa dell'incontro". Una leggenda locale vuole che la fondazione della chiesa sia legata a una vicina miniera, della quale però non v'è traccia.
La chiesa si presenta con facciata a capanna, aperta dal portale a tutto sesto e da due finestre, riparati sotto una tettoia in legno; due nicchie, una al centro e una in alto, ospitano le statue di sant'Elena e di sant'Uberto.
Sul fianco sinistro della chiesa si erge il campanile; è una torre a base quadrata con portale protetto da tettoia preceduto da tre scalini, fusto con nicchie mistilinee sui quattro lati e orologio su quello frontale. La cella campanaria, aperta da grandi monofore a tutto sesto, è coronata da un tetto a otto falde spezzato da quattro timpani anch'essi dotati di monofore. È presente una sola campana, fusa da Thomas Zwelfer di Bolzano nel 1695.

### Interno
L'interno è a navata unica, con volta a lunetta sorretta da lesene, con nervature in stucco e decorazione a fogliame e figure di cherubini; il presbiterio rettangolare è concluso dal coro poligonale voltato a stella.
L'altare maggiore è un'opera neoromanica di August Valentin di Bressanone del 1894; esso ospita al centro un bassorilievo di sant'Elena inginocchiata davanti alla Trinità, e ai lati le statue di san Giuseppe e san Luigi Gonzaga. L'alterale laterale è barocco, della fine del Seicento; nello spazio centrale è inserito un intaglio raffigurante l'apparizione dell'angelo in sogno a Giuseppe e un'insolita immagine di Maria incinta, e ai lati vi sono le statue di san Gioacchino e di sant'Anna con Gesù bambino e Maria fanciulla.
In chiesa si conservano due dipinti settecenteschi: uno (già pala dell'altar maggiore), realizzato verso il 1710 e raffigurante il ritrovamento della Croce da parte di sant'Elena, e l'altro di san Giacomo del 1776, con tre locuste posate su spighe di grano (riferimento a precedenti invasioni di questi insetti). Sul parapetto della cantoria sono affisse alcune altre immagini della Vergine, e un bassorilievo scolpito da Josef Schwienbacher nel 1744, copia dell'immagine della Madonna con Bambino che si venera nel santuario di Maria Larch a Terfens.
Tra gli altri arredi della chiesa, si segnalano i banchi realizzati nel 1894 da Karl e Nikolaus Burgi su disegno di Karl Atz, l'organo positivo di Ignaz Franz Wörle del 1767 e l'altare verso il popolo e l'ambone moderni nel presbiterio.